# Ewangeliczne Stowarzyszenie Wschodu
Ewangeliczne Stowarzyszenie Wschodu – stowarzyszenie misyjne i archidiecezja Syryjskiego Kościoła Ortodoksyjnego z siedzibą w Ernakulam w Indiach.
Zostało erygowane w 1924 r. Jest pierwszą i dotychczas jedyną kongregacją misyjną Kościoła syryjskiego. Ma status archidiecezji podlegającej bezpośrednio Patriarchatowi Antiochii, należy do niej szereg parafii nieinkardynowanych do autonomicznego Malankarskiego Syryjskiego Kościoła Ortodoksyjnego. W jej jurysdykcji znajdują się także dwa klasztory, męski i żeński oraz liczne instytucje edukacyjne, misyjne i społeczne.